# Penny on M.A.R.S.
Penny on M.A.R.S. ist eine italienische Jugendserie, die ein Ableger der Serie Alex & Co. ist. Die Premiere der Serie fand am 7. Mai 2018 auf dem Disney Channel in Italien statt. Im deutschsprachigen Raum erfolgte die Erstveröffentlichung der Serie durch Disney+ am 17. Juli 2024.

## Handlung
Nachdem Penny von ihrer besten Freundin Camilla und dem Sänger Alex Leoni von ihrer Lieblingsband „Alex & Co.“ überzeugt wurde, sich an der reformierten Music Arts Reiner School (kurz M.A.R.S.) für darstellende Künste zu bewerben, bestand Penny schließlich die Aufnahmeprüfung. Von da an besuchen Penny und Camilla gemeinsam die Music Arts Reiner School, um ihre Träume zu verwirklichen und sich weiterzuentwickeln. Aufgrund der hohen Anforderungen, die an die beiden und ihre Kommilitonen gestellt werden, sehen sich alle jeden Tag mit neuen und anspruchsvolleren Herausforderungen konfrontiert. Gleichzeitig hütet Penny ein Geheimnis, das niemand herausfinden darf: Sie ist die Tochter von Bakìa, einer der bekanntesten Popstars unserer Gegenwart. Bakìa ist das Kunststück gelungen, ihre Tochter vor der Öffentlichkeit geheim zu halten, indem sie Penny unbemerkt auf ein Internat in der Schweiz schickte. Dort verbrachte Penny eine vermeintlich „normale“ Kindheit und stand gleichzeitig der Karriere ihrer Mutter nicht im Weg. Um ihre wahre Identität zu verbergen, die sie auch weiterhin geheim halten soll, und um ihr Talent unter Beweis zu stellen, ohne an ihre Mutter und deren Erfolge gemessen zu werden, bewarb sich Penny unter falschen Namen. Camilla ist die einzige Person an der Music Arts Reiner School, die weiß, wer Penny wirklich ist. Penny und Camilla sind wie Geschwister und nichts und niemand kann sie auseinanderbringen. Zumindest dachten sie das, bis sie sich beide in denselben Jungen verlieben, den charmanten Sebastian. Penny muss sich zudem zahlreichen weiteren Herausforderungen stellen, die zum Erwachsenwerden dazugehören.

## Besetzung

### Hauptdarsteller
| Rollenname              | Schauspieler        | Hauptrolle Staffel | Nebenrolle Staffel |
| ----------------------- | ------------------- | ------------------ | ------------------ |
| Penny Mendez            | Olivia-Mai Barrett  | 1–3                |                    |
| Camilla Young           | Shannon Gaskin      | 1–3                |                    |
| Sebastian Storm         | Finlay MacMillan    | 1–3                |                    |
| Sofia Hu                | Olivia Chan         | 1–3                |                    |
| Nick Weber              | Damien Walsh        | 1                  | 2                  |
| Mike Weber 1            | Damien Walsh        | 2                  |                    |
| Mike Weber 1            | Luke Walsh          | 1 & 3              |                    |
| Aleksandr „Sasha“ Lukin | Ryan Dean           | 1–3                |                    |
| Lucy Carpenter          | Jessica Alexander   | 1–2                |                    |
| Tom Lauder              | Jack Christou       | 2–3                |                    |
| Pete Swanson            | Giacomo Vigo        | 2–3                |                    |
| Rob Walker              | Keenan Munn-Francis | 3                  |                    |
| Vicky Bernhard          | Kira Malou          | 3                  |                    |
| Martha Patel            | Amani Lia           | 3                  |                    |

### Nebendarsteller
| Rollenname      | Schauspieler            | Nebenrolle Staffel |
| --------------- | ----------------------- | ------------------ |
| Freddy Wolf     | Ben Richards            | 1–3                |
| Bakìa           | Merissa Porter          | 1–3                |
| Debbie Cornish  | Hanna Hefner            | 1–3                |
| Raul Storm      | Joseph Rye              | 1                  |
| Mitch Storm     | Charlie Gardner         | 1–2                |
| Bruce Gold      | Michael Rodgers         | 1–3                |
| Roberto Piccolo | William Kenning         | 1–3                |
| Sean McDougal 2 | Alton Terry Yonv Joseph | 1–3                |
| Ella Johnson    | Nathalie Rapti Gomez    | 1–3                |
| Tosca Bauer     | Melanie Gray            | 1–3                |

### Gastdarsteller
| Rollenname      | Schauspieler       | Gastrolle Staffel |
| --------------- | ------------------ | ----------------- |
| Arianna Rossi   | Arianna Di Claudio | 1–3               |
| Mrs. Grady      | Giorgia Massetti   | 1                 |
| Lisa Cunningham | Katie McGovern     | 1                 |
| Andrew Young    | Douglas Dean       | 1                 |
| Mr. Carpenter   | Andrea Scarduzio   | 1                 |
| Mrs. Carpenter  | Cecilia Gragnani   | 1                 |
| Primararzt      | Mauro Cipriani     | 2                 |
| Mr. Maki        | Yoon Coon Cometti  | 2                 |
| Dave Marshal    | Leonardo Ferrari   | 3                 |
| Adrian Glaser   | Andrea Beruatto    | 3                 |
| Simo Ferrari    | Asya Rotella       | 3                 |
| Mr. Richter     | Timothy Martin     | 3                 |

## Ausstrahlung
Italien
Die Erstausstrahlung der ersten Staffel erfolgte vom 7. Mai 2018 bis zum 25. Mai 2018 und die der zweiten Staffel vom 8. April 2019 bis zum 19. April 2019 auf dem Disney Channel in Italien. In Italien fand die Erstveröffentlichung aller Episoden der dritten Staffel am 3. Juli 2020 auf Disney+ statt.
Großbritannien und Irland
Die Erstausstrahlung der ersten Staffel erfolgte vom 4. Juni 2018 bis zum 28. Juni 2018 auf dem Disney Channel in Großbritannien und Irland. Für die zweite und dritte Staffel übernahm der Disney Channel in Großbritannien und Irland die internationale Erstausstrahlung. Die zweite Staffel wurde erstmalig vom 18. Februar 2019 bis zum 5. März 2019 und die dritte Staffel vom 17. Februar 2020 bis zum 9. März 2020 ausgestrahlt.
Deutschsprachiger Raum
Die erste Staffel der Serie wird im deutschsprachigen Raum am 17. Juli 2024 auf Disney+ veröffentlicht.
Übersicht
| Staffel | Episoden | Erstausstrahlung in Italien (Disney Channel / Disney+) | Erstausstrahlung in Italien (Disney Channel / Disney+) | Erstausstrahlung in Großbritannien und Irland (Disney Channel) | Erstausstrahlung in Großbritannien und Irland (Disney Channel) | Erstveröffentlichung im deutschsprachigen Raum (Disney+) | Erstveröffentlichung im deutschsprachigen Raum (Disney+) |
| Staffel | Episoden | Staffelpremiere                                        | Staffelfinale                                          | Staffelpremiere                                                | Staffelfinale                                                  | Staffelpremiere                                          | Staffelfinale                                            |
| ------- | -------- | ------------------------------------------------------ | ------------------------------------------------------ | -------------------------------------------------------------- | -------------------------------------------------------------- | -------------------------------------------------------- | -------------------------------------------------------- |
| 1       | 16       | 7. Mai 2018                                            | 25. Mai 2018                                           | 4. Juni 2018                                                   | 28. Juni 2018                                                  | 17. Juli 2024                                            | 17. Juli 2024                                            |
| 2       | 10       | 8. April 2019                                          | 19. April 2019                                         | 18. Februar 2019                                               | 5. März 2019                                                   | Nicht veröffentlicht                                     | Nicht veröffentlicht                                     |
| 3       | 13       | 3. Juli 2020                                           | 3. Juli 2020                                           | 17. Februar 2020                                               | 9. März 2020                                                   | Nicht veröffentlicht                                     | Nicht veröffentlicht                                     |

## Episodenliste

### Staffel 1
| Nr. (ges.) | Nr. (St.) | Deutscher Titel                          | Originaltitel                                           | Erstausstrahlung (IT) | Erstausstrahlung (UK & IRL) | Erstveröffentlichung (D/A/CH) |
| ---------- | --------- | ---------------------------------------- | ------------------------------------------------------- | --------------------- | --------------------------- | ----------------------------- |
| 1          | 1         | Pennys neues Leben, Teil 1               | La nuova vita di Penny, Parte 1Penny's New Life, Part 1 | 7. Mai 2018           | 4. Juni 2018                | 17. Juli 2024                 |
| 2          | 2         | Pennys neues Leben, Teil 2               | La nuova vita di Penny, Parte 2Penny's New Life, Part 2 | 7. Mai 2018           | 5. Juni 2018                | 17. Juli 2024                 |
| 3          | 3         | Sebastian @ M.A.R.S.                     | Un ragazzo per dueSebastian @ M.A.R.S.                  | 8. Mai 2018           | 6. Juni 2018                | 17. Juli 2024                 |
| 4          | 4         | Freund in Not                            | Amici in difficoltàFriend in Need                       | 9. Mai 2018           | 7. Juni 2018                | 17. Juli 2024                 |
| 5          | 5         | Elterntag                                | Open DayParents' Open Day                               | 10. Mai 2018          | 11. Juni 2018               | 17. Juli 2024                 |
| 6          | 6         | Heimzahlung                              | Il misterioso MThe Payback                              | 11. Mai 2018          | 12. Juni 2018               | 17. Juli 2024                 |
| 7          | 7         | Niemand ist perfekt                      | Nessuno è perfettoNobody's Perfect Indeed               | 14. Mai 2018          | 13. Juni 2018               | 17. Juli 2024                 |
| 8          | 8         | Nur gespielt                             | Solo per fintaJust Acting                               | 15. Mai 2018          | 14. Juni 2018               | 17. Juli 2024                 |
| 9          | 9         | Die Abenteuer von Penny auf der M.A.R.S. | Tuo padre è un eroeThe Adventures of Penny at M.A.R.S.  | 16. Mai 2018          | 18. Juni 2018               | 17. Juli 2024                 |
| 10         | 10        | Das Vorsingen                            | L'audizioneThe Audition                                 | 17. Mai 2018          | 19. Juni 2018               | 17. Juli 2024                 |
| 11         | 11        | Gefühle für dich                         | Fine di un'amiciziaFeelings for You                     | 18. Mai 2018          | 20. Juni 2018               | 17. Juli 2024                 |
| 12         | 12        | Verfeindete Staaten                      | NemicheEnemy Countries                                  | 21. Mai 2018          | 21. Juni 2018               | 17. Juli 2024                 |
| 13         | 13        | Der Auftritt                             | Una serata specialeThe Gig                              | 22. Mai 2018          | 25. Juni 2018               | 17. Juli 2024                 |
| 14         | 14        | Der Protest                              | Veri amiciThe Protest                                   | 23. Mai 2018          | 26. Juni 2018               | 17. Juli 2024                 |
| 15         | 15        | Der Glücksbringer                        | Il portafortunaThe Charm                                | 24. Mai 2018          | 27. Juni 2018               | 17. Juli 2024                 |
| 16         | 16        | The Big One                              | Il Big OneThe Big One                                   | 25. Mai 2018          | 28. Juni 2018               | 17. Juli 2024                 |

### Staffel 2
| Nr. (ges.) | Nr. (St.) | Deutscher Titel      | Originaltitel                                 | Erstausstrahlung (IT) | Erstausstrahlung (UK & IRL) | Erstveröffentlichung (D/A/CH) |
| ---------- | --------- | -------------------- | --------------------------------------------- | --------------------- | --------------------------- | ----------------------------- |
| 17         | 1         | Ein neuer Freund     | Un nuovo amicoA new friend                    | 8. April 2019         | 18. Februar 2019            | —                             |
| 18         | 2         | Toms wahre Identität | L'identità nascosta di TomTom's Real Identity | 9. April 2019         | 19. Februar 2019            | —                             |
| 19         | 3         | Mom, das ist Dad     | Mamma, ti presento papàMom, meet Dad          | 10. April 2019        | 20. Februar 2019            | —                             |
| 20         | 4         | Der unerwartete Kuss | Il bacio inaspettatoThe Unexpected Kiss       | 11. April 2019        | 21. Februar 2019            | —                             |
| 21         | 5         | Der Beweis           | La provaThe Proof                             | 12. April 2019        | 25. Februar 2019            | —                             |
| 22         | 6         | Das Wandbild         | Il muraleThe Mural                            | 15. April 2019        | 26. Februar 2019            | —                             |
| 23         | 7         | Geburtstagsparty     | La festa di compleannoBirthday party          | 16. April 2019        | 27. Februar 2019            | —                             |
| 24         | 8         | Pete's Song          | La canzone di PetePete's song                 | 17. April 2019        | 28. Februar 2019            | —                             |
| 25         | 9         | Die Falle            | La trappolaThe Trap                           | 18. April 2019        | 4. März 2019                | —                             |
| 26         | 10        | Das 2-Good           | Il 2-GoodThe 2-Good                           | 19. April 2019        | 5. März 2019                | —                             |

### Staffel 3
| Nr. (ges.) | Nr. (St.) | Deutscher Titel                | Originaltitel                                            | Erstausstrahlung (IT) | Erstausstrahlung (UK & IRL) | Erstveröffentlichung (D/A/CH) |
| ---------- | --------- | ------------------------------ | -------------------------------------------------------- | --------------------- | --------------------------- | ----------------------------- |
| 27         | 1         | Die andere Seite der Welt      | L'altra parte del mondoThe Other Side of the World       | 3. Juli 2020          | 17. Februar 2020            | —                             |
| 28         | 2         | Hässliches Entlein             | Il brutto anatroccoloThe Ugly Duckling                   | 3. Juli 2020          | 18. Februar 2020            | —                             |
| 29         | 3         | Willkommen zurück, Mom         | Bentornata, MammaWelcome back, Mom                       | 3. Juli 2020          | 19. Februar 2020            | —                             |
| 30         | 4         | Böse Überraschung              | Una sorpresa sgraditaAn Unwelcome Surprise               | 3. Juli 2020          | 20. Februar 2020            | —                             |
| 31         | 5         | Die Talentshow!                | Il Talent Show!The Talent Show!                          | 3. Juli 2020          | 24. Februar 2020            | —                             |
| 32         | 6         | Nur Freunde?                   | Solo amici?Just Friends?                                 | 3. Juli 2020          | 25. Februar 2020            | —                             |
| 33         | 7         | Prima Ballerina                | Prima ballerina                                          | 3. Juli 2020          | 26. Februar 2020            | —                             |
| 34         | 8         | Unerwartete Gäste              | Ospiti inattesiUnexpected Guests                         | 3. Juli 2020          | 27. Februar 2020            | —                             |
| 35         | 9         | Gerüchte                       | PettegolezziRumors                                       | 3. Juli 2020          | 2. März 2020                | —                             |
| 36         | 10        | Holen wir Pete!                | Andiamo a prendere Pete!Let's Get Pete!                  | 3. Juli 2020          | 3. März 2020                | —                             |
| 37         | 11        | Wer schafft es bis zum Finale? | Chi arriverà alle finali?Who Will Make It to the Finals? | 3. Juli 2020          | 4. März 2020                | —                             |
| 38         | 12        | Das M.a.r.s.ical               | Il musical della M.A.R.S.The M.A.R.S.ical                | 3. Juli 2020          | 5. März 2020                | —                             |
| 39         | 13        | Das Finale                     | Le finaliThe Finals                                      | 3. Juli 2020          | 9. März 2020                | —                             |